# Shehu Shagari
Shehu Usman Aliyu Shagari (ur. 25 lutego 1925 w Shagari w stanie Sokoto, zm. 28 grudnia 2018 w Abudży) – nigeryjski polityk pochodzący z plemienia Fulbe, prezydent Nigerii w latach 1979–1983.

## Życiorys
Urodził się 25 lutego 1925 w Shagari.
W młodości był nauczycielem, a potem członkiem Izby Reprezentantów oraz sprawował wiele kierowniczych funkcji w państwie. Odniósł zwycięstwo w wyborach prezydenckich zorganizowanych przez gen. Olusẹguna Ọbasanjọ. W 1983, po sfałszowanych przez siebie wyborach, stracił władzę w wyniku zamachu stanu przeprowadzonego przez gen. Muhammadu Buhariego.
Zmarł 28 grudnia 2018 w szpitalu w Abudży w wieku 93 lat.